# Марино-Поле (Пловдивская область)
Марино-Поле (болг. Марино поле) — село в Болгарии. Находится в Пловдивской области, входит в общину Карлово. Население составляет 38 человек.

## Политическая ситуация
Кмет (мэр) общины Карлово — Найден Христов Найденов (коалиция партий: Болгарская социалистическая партия (БСП), Земледельческий союз Александра Стамболийского (ЗСАС), Болгарская социал-демократия, Движение за социальный гуманизм (ДСХ), политический клуб «Экогласность», политический клуб «Фракия») по результатам выборов в правление общины.